# Estadi Eyravallen
L'Estadi Eyravallen, actualment anomenat Behrn Arena per raons de patrocini, és un estadi de futbol de la ciutat d'Örebro, a Suècia.
Va ser inaugurat el 26 d'agost de 1923. Té una capacitat per a 12.645 espectadors. El seu rècord d'espectadors fou en un partit de Örebro SK contra Degerfors IF que reuní 20.066 espectadors el 8 de juny de 1961. Va ser seu de la Copa del Món de Futbol de 1958.